# عضلة حلقية طرجهالية وحشية
العضلة الحلقية الطرجهالية الوحشية (بالإنجليزية: Lateral cricoarytenoid)‏  أو العضلة الحلقية الطرجهالية الأمامية (بالإنجليزية: anterior cricoarytenoid)‏، تمتد من جانبي الغضروف الحلقي إلى الناتيء العضلي للغضروف الطرجهالي. هذه العضلات توصد فتحة المزمار عن طريق تدوير الغضروفين الطرجهاليين إلى جهة وسط الجسم فتقرب الأحبال الصوتية، وبذلك تحمي المجرى الهوائي من دخول جسم غريب عن طريق غلق فتحة المزمار. عمل هذه العضلة مضاد لعمل العضلة الحلقية الطرجهالية الخلفية. تتلقي العضلة الحلقية الطرجهالية الوحشية تعصيبها من العصب الحنجري الراجع المتفرع من العصب المبهم (CN X). 

## صور اضافية

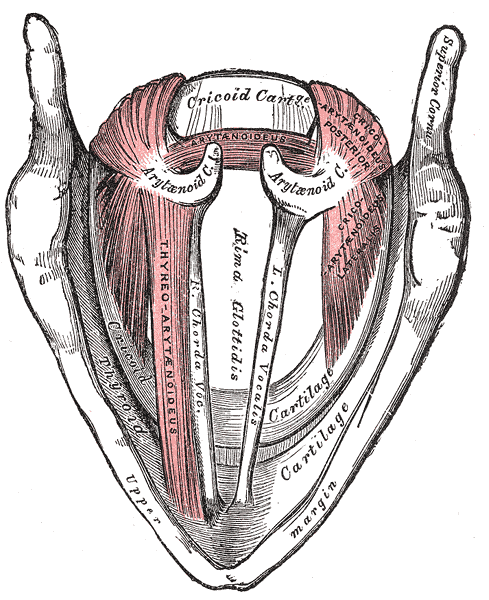
عضلات الحنجرة، نظرة من أعلى.

## روابط خارجية
- أطلس تشريح جامعة ميشيغان rsa4p3
- درسٌ تشريحي حول lesson11 مُعدٌ بواسطة ويسلي نورمان (جامعة جورجتاون).
- صورة تشريحية: (larynxlatcricoary)